# Bombia protuberans
Bombia protuberans là một loài bướm đêm trong họ Geometridae.